# Betye Saar
Pour les articles homonymes, voir Saar.
Betye Irène  Saar, née  Betye Irene Brown (30 juillet 1926, à Los Angeles), est une artiste afro-américaine, connue pour ses œuvres à dimension politique, dénonçant les discriminations vécues par les Afro-Américains, notamment grâce à des assemblages.

## Biographie
Betye Saar obtient son Bachelor of Arts (licence), option design de l'Université de Californie à Los Angeles, en 1949,, elle continue les études par un cursus en imprimerie puis en éducation à l'Université d'État de Californie à Long Beach.
Betty commence sa vie professionnelle comme travailleuse sociale jusqu’à sa rencontre avec le joaillier Curtis Tann et le peintre William Pajaud (en).
Betye Saar est une des figures du Black Arts Movement, visant à promouvoir une esthétique propre aux Afro-américains et du Black Women's Movement,,.

## Œuvre
Son intérêt pour les assemblages provient d'une exposition de Joseph Cornell que Betye Saar visite en 1967. Elle cite également les influences des Watts Towers de Simon Rodia dont elle a été témoin de la construction durant son enfance. Elle commence sa pratique en créant des boites qui cachent des objets de différentes cultures rappelant son propre héritage, elle se tourne par la suite vers les globes, les horloges et les pantins qui lui permettent de transformer les émotions. Ces assemblages lui donnent la possibilité de créer des mondes illustrant les implications des femmes noires aux États-Unis.
Son œuvre emprunte certains éléments de la spiritualité, ainsi elle réalise de petits autels interrogeant le temps et de mémoire, mais aussi les questions raciales et sexistes, elle explique à ce sujet : « L'idée de l'accumulation des matériaux, leur assemblage et le partage d'un travail font tous partie d'un rituel. Ce processus d'objectivation est… une purification. Une fois dans le monde, l'œuvre d'art peut devenir une partie du rituel de quelqu'un d'autre. » Elle précise aussi que sa méthode de garder tous types de matériaux permet de donner à chaque objet collectionné « une certaine énergie, quelle qu’elle ait été dans sa vie antérieure. »
Sa première pièce politique remonte à 1972. Dans une petite boite, elle présente une représentation de Aunt Jemima tenant une arme à feu. The Liberation of Aunt Jemima propose une nouvelle lecture de l'histoire coloniale et replace la femme noire comme guerrière non plus comme esclave. Elle place également dans cette boite des objets rappelant la luttes des esclaves, comme le poing levé dont elle se sert pour faire la jupe de Aunt Jemima. Elle écrit à ce sujet : « J'ai recyclé les images, en quelque sorte, de négatives en positives. » L'œuvre devient emblématique, un symbole féministe de libération des populations noires. Elle dit : « C’était ma façon personnelle de réagir avec colère à ce qui arrivait et était arrivé aux Noirs. »

## Reconnaissance
Josephine Withers recense, dès 1980, toutes premières boîtes de Betye Saar dans un catalogue raisonné. Elle publie les conclusions dans un article de Feminist Studies, mais il faut attendre plusieurs années avant que l'artiste occupe une place internationale sur la scène artistique. Malgré une multiplication des expositions à son nom et des expositions collectives d'artistes femmes la fin des années 200, Betye Saar déplore que « la plupart des expositions d’artistes femmes noires sont faites à l’invitation de galeristes et non de conservateurs. »
Sa première exposition en Europe intitulée Betye Saar Still Tickin' a lieu en 2016 au De Domijnen Museum, aux Pays-Bas,.

## Expositions personnelles (sélection)
- Betye Saar: Selected Works 1964-1973, California State University, Los Angeles, 1973.
- Betye Saar, Whitney Museum of American Art, New York, 1975.
- Betye Saar: Collages & Installations, Women's Art Movement, Adelaide, 1983.
- Voyages: Dreams & Destinations, Taichung Museum of Art, Taichung, Taiwan, 1988.
- Illusions, City Gallery Wellington, Wellington, du 17 octobre au 26 novembre 1989.
- Sanctified Visions, Museum of Contemporary Art, Los Angeles, 1990[18].
- Visual Journey, Des Moines Art Center, Des Moines, 1996[19].
- Betye Saar: As Time Goes By…1591-1951, Savannah College of Art and Design, Savannah, 2000[19].
- Betye Saar: Extending the Frozen Moment, University of Michigan Museum of Art, Ann Arbor, du 15 octobre 2005 au 8 janvier 2006[20].
- Betye Saar Still Tickin', De Domijnen Museum, Sittard, du 28 juin au 15 novembre 2016[17].
- Betye Saar, Uneasy Dancer, Fondazione Prada, Milan, du 15 septembre 2016 au 8 janvier 2017[21].
- Betye Saar: Keepin’ It Clean, Craft Contemporary, Los Angeles, du 28 mai au 20 août 2017[22].
- Betye Saar: Call and Response, Los Angeles County Museum of Art, du 22 septembre au 5 avril 2020[23].
- Betye Saar: The Legends of Black Girl’s Window, Museum of Modern Art, New York, du 21 octobre 2019 à janvier 2020[24].
- Serious Moonlight, FRAC Lorraine, Metz, 09 septembre 2022 au 22 janvier 2023[25].

## Prix et distinctions
- 1974 : Boursière du National Endowment for the Arts Fellowships[26]
- 1984 : Boursière du National Endowment for the Arts Fellowships
- 1990 : Boursière de la fondation J. Paul Getty pour les arts visuels, 1990[27],[28].
- 1990 : Lauréate du prix artiste de l’année décerné par le Studio Museum in Harlem de New York[29].
- 1991 : Boursière de la Fondation John-Simon-Guggenheim[30].
- 1991 : Réception au grade de docteur honoris causa par le California College of the Arts, d'Oakland, en Californie
- 1992 : Lauréate du prix James Van Der Zee [19].
- 1992 : Réception au grade de docteur honoris causa par les établissements universitaires suivants : le Otis College of Art and Design de Los Angeles, San Francisco Art Institute et le Massachusetts College of Art and Design de Boston.
- 1997 : Lauréate du Prix "Artiste catégorie arts visuels" décerné par la Flintridge Foundation[31],[32].
- 2014 : Récipiendaire de la Médaille Edward MacDowell / Edward MacDowell Medal (en)[33].
- 2020 : Lauréate du Wolfgang Hahn Prize décerné par le museum Ludwig[34].